# SP5
SP5 (англ. Sp5 transcription factor) – білок, який кодується однойменним геном, розташованим у людей на 2-й хромосомі. Довжина поліпептидного ланцюга білка становить 398 амінокислот, а молекулярна маса — 41 964.
| 10         |  | 20         |  | 30         |  | 40         |  | 50         |
| ---------- |  | ---------- |  | ---------- |  | ---------- |  | ---------- |
| MAAVAVLRND |  | SLQAFLQDRT |  | PSASPDLGKH |  | SPLALLAATC |  | SRIGQPGAAA |
| PPDFLQVPYD |  | PALGSPSRLF |  | HPWTADMPAH |  | SPGALPPPHP |  | SLGLTPQKTH |
| LQPSFGAAHE |  | LPLTPPADPS |  | YPYEFSPVKM |  | LPSSMAALPA |  | SCAPAYVPYA |
| AQAALPPGYS |  | NLLPPPPPPP |  | PPPTCRQLSP |  | NPAPDDLPWW |  | SIPQAGAGPG |
| ASGVPGSGLS |  | GACAGAPHAP |  | RFPASAAAAA |  | AAAAALQRGL |  | VLGPSDFAQY |
| QSQIAALLQT |  | KAPLAATARR |  | CRRCRCPNCQ |  | AAGGAPEAEP |  | GKKKQHVCHV |
| PGCGKVYGKT |  | SHLKAHLRWH |  | TGERPFVCNW |  | LFCGKSFTRS |  | DELQRHLRTH |
| TGEKRFACPE |  | CGKRFMRSDH |  | LAKHVKTHQN |  | KKLKVAEAGV |  | KREDARDL   |

A: Аланін

C: Цистеїн

D: Аспарагінова кислота

E: Глутамінова кислота

F: Фенілаланін

G: Гліцин

H: Гістидин

I: Ізолейцин

K: Лізин

L: Лейцин

M: Метіонін

N: Аспарагін

P: Пролін

Q: Глутамін

R: Аргінін

S: Серин

T: Треонін

V: Валін

W: Триптофан

Кодований геном білок за функцією належить до активаторів. 
Задіяний у таких біологічних процесах, як транскрипція, регуляція транскрипції. 
Білок має сайт для зв'язування з іонами металів, іоном цинку, ДНК. 
Локалізований у ядрі.